# Mine d'El Abra
Pour les articles homonymes, voir Abra.
La mine d'El Abra est une mine à ciel ouvert de cuivre situé au Chili à juste 40 km au nord de la mine de Chuquicamata. Sa production a commencé en 2011. Elle est détenue à 51 % par Freeport-McMoRan et à 49 % par Codelco.
Un projet d'extension de la mine coutânt 7,5 milliards de dollars est présenté en juillet 2024. A ce moment là, la mine produit 98 400 tonnes de cuivre.